# Aulacophora ancora
Aulacophora ancora es un coleóptero de la familia Chrysomelidae.
Fue descrita científicamente por primera vez en 1868 por Redtenbacher.